# Отворено првенство Републике Српске у тенису
Отворено првенство Републике Српске (познат и као Српска опен, енгл. Srpska Open) је тениски АТП турнир који је дио АТП 250 серије. Овај тениски турнир биће одржан у Бањој Луци на теренима Националног тениског центра Републике Српске у парку Младен Стојановић, у термину од 17−23. априла 2023. Турнир се игра на шљаци, и ово је први пут да се у Републици Српској и БиХ одржава турнир овог нивоа. Турнир започиње своје постојање као дислоциран турнир Србија опен на годину дана, са тежњом организатора да Бањалука задржи и убудуће организацију због двадесетогодишње традиције организације бањалучког челенџера који су играли између осталих Троицки, Шварцман, Ханеску и Лајовић.
Предсједник Организационог одбора тениског турнира Српска опен је Бојан Вујић, некадашњи професионални тенисер.

## Учесници
У групу носилаца на турниру Српска опен 2023. сврстани су Новак Ђоковић, Андреј Рубљов, Борна Ћорић, Миомир Кецмановић, Талон Грикспор, Ришар Гаске, Јири Лехечка и Грегуар Барер. Још су били најављени да учествују, између осталих: Федерико Корија, Фабио Фоњини, Марко Чекинато, Станислас Вавринка и Гаел Монфис.

## Терени
Реновирано је свих девет постојећих терена са шљаком у парку, а мечеви се играју на три главна, која примају око 10.000 посјетилаца, од тога Централни терен око 6.000 гледалаца. За овај турнир преуређен је парк Младен Стојановић, изграђена нова алеја, спортски садржаји, јавни тоалети, дјечија игралишта и прилагођена односно проширена околна пратећа путна инфраструктура.

## Протекла финала

### Појединачно
| Година | Победник      | Финалиста     | Резултат      |
| ------ | ------------- | ------------- | ------------- |
| 2023.  | Душан Лајовић | Андреј Рубљов | 6:3, 4:6, 6:4 |

### Парови
| Година | Победници              | Финалисти                              | Резултат |
| ------ | ---------------------- | -------------------------------------- | -------- |
| 2023.  | Џејми Мари Мајкл Венус | Франсиско Кабрал Александар Недовјесов | 7:5, 6:2 |